# Tol Avery
Tol Avery (Fort Worth, 28 agosto 1915 – Los Angeles, 27 agosto 1973) è stato un attore statunitense.
Ha recitato in 34 film dal 1950 al 1974 ed è apparso in quasi cento produzioni televisive dal 1952 al 1973. È stato accreditato anche con il nome Taliaferro Avery.

## Biografia
Tol Avery nacque a Fort Worth, in Texas, il 28 agosto 1915.
Celebre per la sua mole fisica e per la voce dal timbro colto, Avery interpretò spesso cattivi sofisticati e dall'articolata caratterizzazione. Recitò nel 1950, non accreditato, nel film Una rosa bianca per Giulia nel ruolo di Honest Hal e in televisione nell'episodio The O'Dell-Griffin Case della serie televisiva Gang Busters, andato in onda il 12 giugno 1952, nel ruolo di Tom Stevens. Interpretò poi molti ruoli secondari in episodi di serie televisive dagli anni 50 agli anni 70. Apparve anche nel film televisivo  del 1973 Tenente Kojak, il caso Nelson è suo (The Marcus-Nelson Murders), poi diventato l'episodio pilota della serie Kojak.
La sua ultima apparizione sul piccolo schermo avvenne nell'episodio pilota della serie televisiva Il mago, andato in onda il 17 marzo 1973, mentre per il grande schermo l'ultima interpretazione risale al film Willie Dynamite del 1974.
Morì a Los Angeles, in California, il 27 agosto 1973 e fu seppellito al Llano Cemetery di Amarillo.

## Filmografia

### Cinema
- Una rosa bianca per Giulia (Where Danger Lives) (1950)
- Bunco Squad (1950)
- I ragni della metropoli (Gambling House) (1950)
- No Questions Asked (1951)
- Il suo tipo di donna (His Kind of Woman) (1951)
- L'angelo scarlatto (Scarlet Angel) (1952)
- Bella ma pericolosa (She Couldn't Say No) (1954)
- Anatomia di un delitto (Naked Alibi) (1954)
- Il mostro dei mari (It Came from Beneath the Sea) (1955)
- Secondo amore (All That Heaven Allows) (1955)
- Flash! cronaca nera (Headline Hunters) (1955)
- Piangerò domani (I'll Cry Tomorrow) (1955)
- Ritorno dall'eternità (Back from Eternity) (1956)
- I filibustieri della finanza (The Power and the Prize) (1956)
- Furia infernale (The Unholy Wife) (1957)
- Pal Joey (1957)
- I fuorilegge della polizia (The Case Against Brooklyn) (1958)
- Il cavaliere solitario (Buchanan Rides Alone) (1958)
- Intrigo internazionale (North by Northwest) (1959)
- Asfalto selvaggio (This Rebel Breed) (1960)
- Man-Trap (1961)
- Testa o croce (The George Raft Story) (1961)
- È l'ora del twist (Twist Around the Clock) (1961)
- Le astuzie della vedova (A Ticklish Affair) (1963)
- Tigre in agguato (A Tiger Walks) (1964)
- Stazione 3: top secret (The Satan Bug) (1965)
- I ragazzi di Camp Siddons (Follow Me, Boys!) (1966)
- Intrighi al Grand Hotel (Hotel) (1967)
- La carta vincente (Where It's At) (1969)
- La stirpe degli dei (A Dream of Kings) (1969)
- Un uomo oggi (WUSA) (1970)
- R.P.M. (1970)
- Maurie (1973)
- Willie Dynamite (1974)

### Televisione
- Gang Busters – serie TV, un episodio (1952)
- The Adventures of Kit Carson – serie TV, 3 episodi (1953)
- The Pepsi-Cola Playhouse – serie TV, un episodio (1954)
- The Pride of the Family – serie TV, un episodio (1954)
- Studio 57 – serie TV, un episodio (1954)
- The Ford Television Theatre – serie TV, un episodio (1954)
- The George Burns and Gracie Allen Show – serie TV, un episodio (1954)
- Soldiers of Fortune – serie TV, un episodio (1955)
- City Detective – serie TV, 3 episodi (1953-1955)
- The Lineup – serie TV, un episodio (1955)
- The Public Defender – serie TV, 2 episodi (1954-1955)
- Scienza e fantasia (Science Fiction Theatre) – serie TV, episodio 1x18 (1955)
- Jane Wyman Presents The Fireside Theatre – serie TV, un episodio (1955)
- Passport to Danger – serie TV, 2 episodi (1955-1956)
- Star Stage – serie TV, un episodio (1956)
- The Millionaire – serie TV, un episodio (1956)
- The Gray Ghost – serie TV, episodio 1x02 (1957)
- Dragnet – serie TV, 2 episodi (1952-1957)
- Lux Video Theatre – serie TV, 2 episodi (1956-1957)
- The Walter Winchell File – serie TV, un episodio (1957)
- L'uomo ombra (The Thin Man) – serie TV, episodi 1x03-1x10 (1957)
- Il tenente Ballinger (M Squad) – serie TV, un episodio (1958)
- State Trooper – serie TV, 3 episodi (1956-1958)
- Sugarfoot – serie TV, episodio 2x08 (1958)
- Bronco – serie TV, episodio 1x02 (1958)
- Shotgun Slade – serie TV, un episodio (1959)
- Lawman – serie TV, un episodio (1959)
- David Niven Show (The David Niven Show) – serie TV, episodio 1x12 (1959)
- Colt .45 – serie TV, 2 episodi (1958-1959)
- The Ann Sothern Show – serie TV, un episodio (1959)
- Johnny Midnight – serie TV, un episodio (1960)
- Cheyenne – serie TV, un episodio (1960)
- I racconti del West (Zane Grey Theater) – serie TV, 2 episodi (1959-1960)
- Bourbon Street Beat – serie TV, 2 episodi (1960)
- Alcoa Theatre – serie TV, un episodio (1960)
- The Case of the Dangerous Robin – serie TV, un episodio (1961)
- Surfside 6 – serie TV, episodio 1x25 (1961)
- Outlaws – serie TV, un episodio (1961)
- Tales of Wells Fargo – serie TV, un episodio (1961)
- Maverick – serie TV, 7 episodi (1957-1962)
- Mister Ed, il mulo parlante (Mister Ed) – serie TV, un episodio (1962)
- Pete and Gladys – serie TV, episodio 2x21 (1962)
- Indirizzo permanente (77 Sunset Strip) – serie TV, episodio 4x22 (1962)
- Hawaiian Eye – serie TV, 3 episodi (1959-1962)
- Ben Casey – serie TV, 2 episodi (1962)
- G.E. True – serie TV, episodio 1x15 (1963)
- The Jack Benny Program – serie TV, un episodio (1963)
- Perry Mason – serie TV, un episodio (1963)
- The Third Man – serie TV, un episodio (1963)
- La legge del Far West (Temple Houston) – serie TV, episodio 1x06 (1963)
- Grindl – serie TV, un episodio (1963)
- Undicesima ora (The Eleventh Hour) – serie TV, un episodio (1964)
- The Crisis (Kraft Suspense Theatre) – serie TV, 2 episodi (1963-1964)
- Profiles in Courage – serie TV, un episodio (1964)
- Jonny Quest – serie TV, 2 episodi (1964-1965)
- Slattery's People – serie TV, 3 episodi (1964-1965)
- Gli inafferrabili (The Rogues) – serie TV, episodio 1x18 (1965)
- The Smothers Brothers Show – serie TV, un episodio (1966)
- Laredo – serie TV, un episodio (1966)
- Io e i miei tre figli (My Three Sons) – serie TV, episodio 6x26 (1966)
- I forti di Forte Coraggio (F Troop) – serie TV, un episodio (1966)
- Get Smart – serie TV, un episodio (1966)
- Iron Horse – serie TV, episodio 1x11 (1966)
- The Lucy Show – serie TV, un episodio (1966)
- Batman – serie TV, 3 episodi (1966-1967)
- Rango – serie TV, episodio 1x12 (1967)
- Dragnet 1967 – serie TV, un episodio (1967)
- Lassie – serie TV, un episodio (1967)
- The Andy Griffith Show – serie TV, 3 episodi (1964-1967)
- He & She – serie TV, un episodio (1967)
- Il virginiano (The Virginian) – serie TV, 5 episodi (1963-1967)
- Gomer Pyle: USMC – serie TV, 2 episodi (1965-1967)
- Lost in Space – serie TV, un episodio (1968)
- Death Valley Days – serie TV, 3 episodi (1966-1969)
- Selvaggio west (The Wild Wild West) – serie TV, 3 episodi (1967-1969)
- La terra dei giganti (Land of the Giants) – serie TV, un episodio (1969)
- F.B.I. (The F.B.I.) – serie TV, 2 episodi (1968-1969)
- The Governor & J.J. – serie TV, un episodio (1970)
- Quella strana ragazza (That Girl) – serie TV, un episodio (1970)
- Bonanza – serie TV, 7 episodi (1962-1970)
- Love, American Style – serie TV, un episodio (1970)
- Here's Lucy – serie TV, un episodio (1970)
- Giovani avvocati (The Young Lawyers) – serie TV, episodi 1x09-1x18 (1970-1971)
- O'Hara, U.S. Treasury – serie TV, un episodio (1971)
- Mannix – serie TV, 3 episodi (1968-1971)
- Room 222 – serie TV, un episodio (1972)
- Longstreet – serie TV, un episodio (1972)
- Missione Impossibile (Mission: Impossible) – serie TV, 2 episodi (1970-1972)
- A tutte le auto della polizia (The Rookies) – serie TV, un episodio (1972)
- L'altro (Alexander Zwo) – serie TV, un episodio (1972)
- The Sandy Duncan Show – serie TV, un episodio (1972)
- Set This Town on Fire – film TV (1973)
- Adam-12 – serie TV, un episodio (1973)
- Kojak – serie TV, un episodio (1973)
- Il mago (The Magician) – serie TV, un episodio (1973)

## Doppiatori italiani
- Carlo Romano in L'angelo scarlatto, Piangerò domani
- Manlio Busoni in Il cavaliere solitario